# 奧里諾科河頰脂鯉
奧里諾科河頰脂鯉（学名：Apareiodon orinocensis），為輻鰭魚綱脂鯉目脂鯉亞目下口半脂鯉科的其中一個種，分布於南美洲委內瑞拉奧里諾科河流域，體長可達13.2公分，棲息在河川底中層水域，生活習性不明。